# Snowshoe Lake (Kimikong River)
Snowshoe Lake är en sjö i Kanada.   Den ligger i Parry Sound District och provinsen Ontario, i den sydöstra delen av landet, 300 km väster om huvudstaden Ottawa. Snowshoe Lake ligger 281 meter över havet. Arean är 1,4 kvadratkilometer. Den sträcker sig 2,2 kilometer i nord-sydlig riktning, och 1,5 kilometer i öst-västlig riktning.
I omgivningarna runt Snowshoe Lake växer i huvudsak blandskog. Trakten runt Snowshoe Lake är nära nog obefolkad, med mindre än två invånare per kvadratkilometer.